# غيدز ماكجريجور
غيدز ماكجريجور (بالإنجليزية: John Geddes MacGregor)‏ هو معلم أمريكي، ولد في 13 نوفمبر 1909 في غلاسكو في المملكة المتحدة، وتوفي في 9 أكتوبر 1998 في لوس أنجلوس في الولايات المتحدة.